# Cratere Geissler
Geissler è un cratere lunare, intitolato al fisico tedesco Heinrich Geissler, situato sul fondo del grande cratere Gilbert vicino al bordo orientale della Luna. A nordest di questo cratere, adiacente al bordo esterno di Gilbert è presente la coppia di crateri Weierstrass-Van Vleck.
Il bordo del cratere Geissler è quasi circolare, con una piccola protuberanza a nordovest. L'orlo è ben definito e non presenta segni di erosione, mentre le pareti interne sono semplicemente dei pendii che scendono gradualmente verso il piccolo fondo interno, il cui diametro è circa un terzo di quello del cratere.
A questo cratere era stato assegnato in precedenza il nome 'Gilbert D', prima di ricevere un nome proprio dall'Unione Astronomica Internazionale.